# Клавдия Фелицита Австрийская
Кла́вдия Фели́цита Австри́йская (нем. Claudia Felizitas von Ōsterreich–Tirol, чеш. Klaudie Felicitas Tyrolská, венг. Klaudia Felicitász Ausztriai; 30 мая 1653, Инсбрук, графство Тироль — 8 апреля 1676, Вена, эрцгерцогство Австрия) — принцесса из дома Габсбургов, урождённая принцесса Австрийская и Тирольская, дочь Фердинанда Карла, эрцгерцога Австрии и графа Тироля. Вторая жена императора Леопольда I; в замужестве — императрица Священной Римской империи, королева Германии, Венгрии и Чехии, эрцгерцогиня Австрийская и графиня Тирольская.
Являлась членом Терциарного ордена святого Доминика. Обладала прекрасным вокалом и сочиняла музыку, страстно увлекалась охотой. Императрица Клавдия Фелицита имела большое влияние на мужа. Она добилась удаления от имперского двора всех своих противников. Боролась со злоупотреблениями в исполнительной и судебной системах. В счастливом браке, длившемся почти три года, родила двоих детей, умерших в младенческом возрасте. Умерла вскоре после рождения второго ребёнка. Она была последней представительницей Тирольской ветви дома Габсбургов, которая угасла с её смертью.

## Биография

### Ранние годы

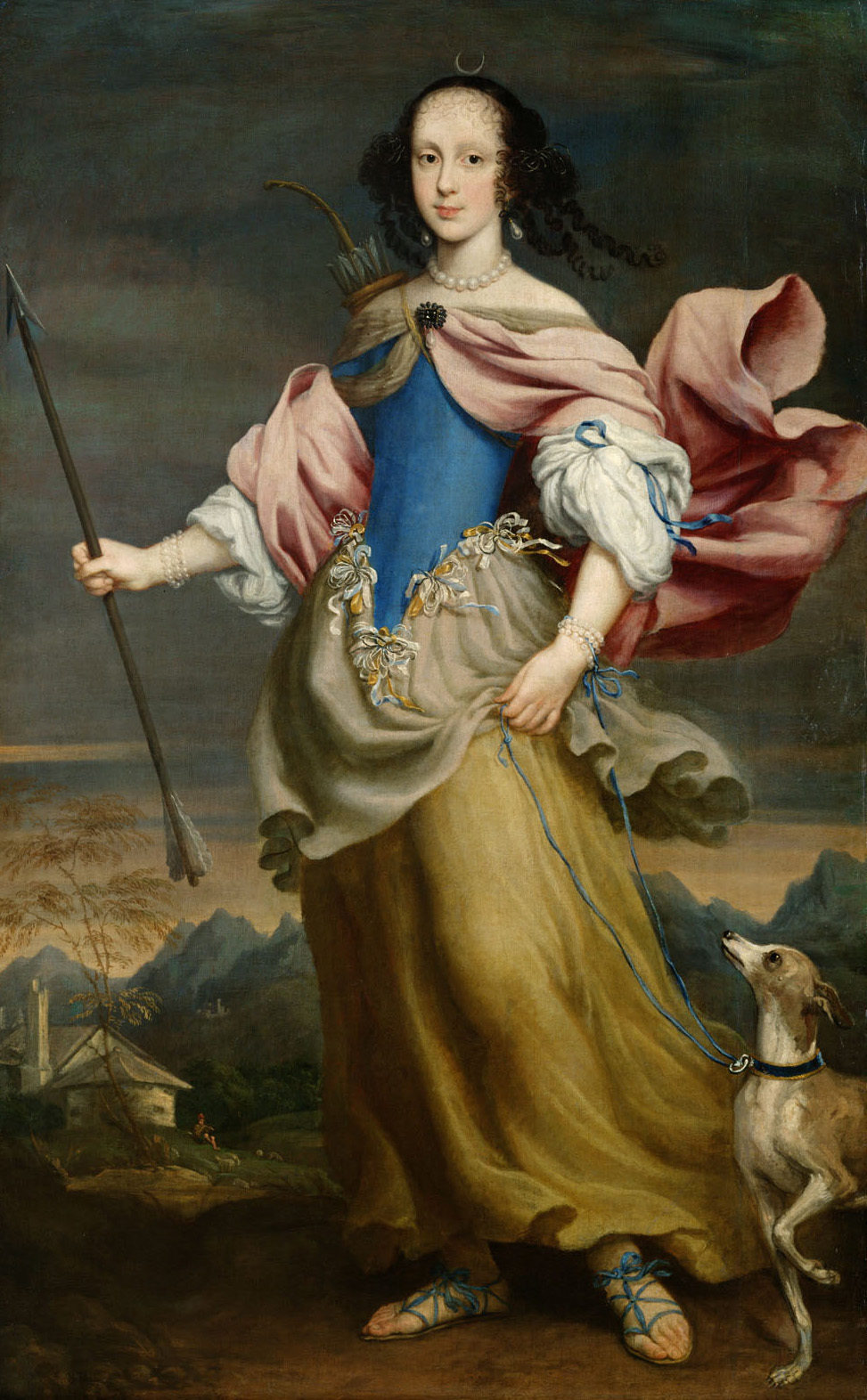
Портрет в образе богини охоты Дианы кисти Моранди (1666). Музей истории искусств, Вена

Клавдия Фелицита родилась в Инсбруке 30 мая 1653 года. Она была первым ребёнком и старшей дочерью в семье Фердинанда Карла, эрцгерцога Австрийского и графа Тироля и Анны Тосканской, принцессы из дома Медичи. Родители принцессы были двоюродными братом и сестрой. По отцовской линии она приходилась внучкой Леопольду V, эрцгерцогу Австрийскому и графу Тироля, и Клавдии Тосканской, принцессе из дома Медичи, в честь которой получила одно из своих имён. По материнской линии была внучкой Козимо II, великого герцога Тосканского, и Марии Магдалины Австрийской, эрцгерцогини из дома Габсбургов.
В семье кроме неё родились ещё две девочки: неизвестная по имени, умершая вскоре после рождения, и Мария Магдалина, которая скончалась в тринадцатилетнем возрасте. Таким образом, после смерти дяди, младшего брата отца, не оставившего потомства, и младшей сестры Клавдия Фелицита стала последней представительницей Тирольской ветви дома Габсбургов.
В некоторых источниках она описывается как «очень красивая девушка, с живым характером и развитым интеллектом». Принцесса росла при дворе в Инсбруке, превращенным её родителями в один из центров европейского барочного искусства и музыки. Клавдия Фелицита обладала прекрасными вокальными данными, играла на разных музыкальных инструментах и сочиняла музыку. Ещё большим увлечением принцессы была охота. Сохранился её портрет кисти Моранди, на котором тринадцатилетняя Клавдия Фелицита изображена в образе Дианы, античной богини охоты.
Не забывала принцесса и о делах благочестия. Она была терциарной доминиканкой, то есть членом светской ветви ордена проповедников.

### Брак

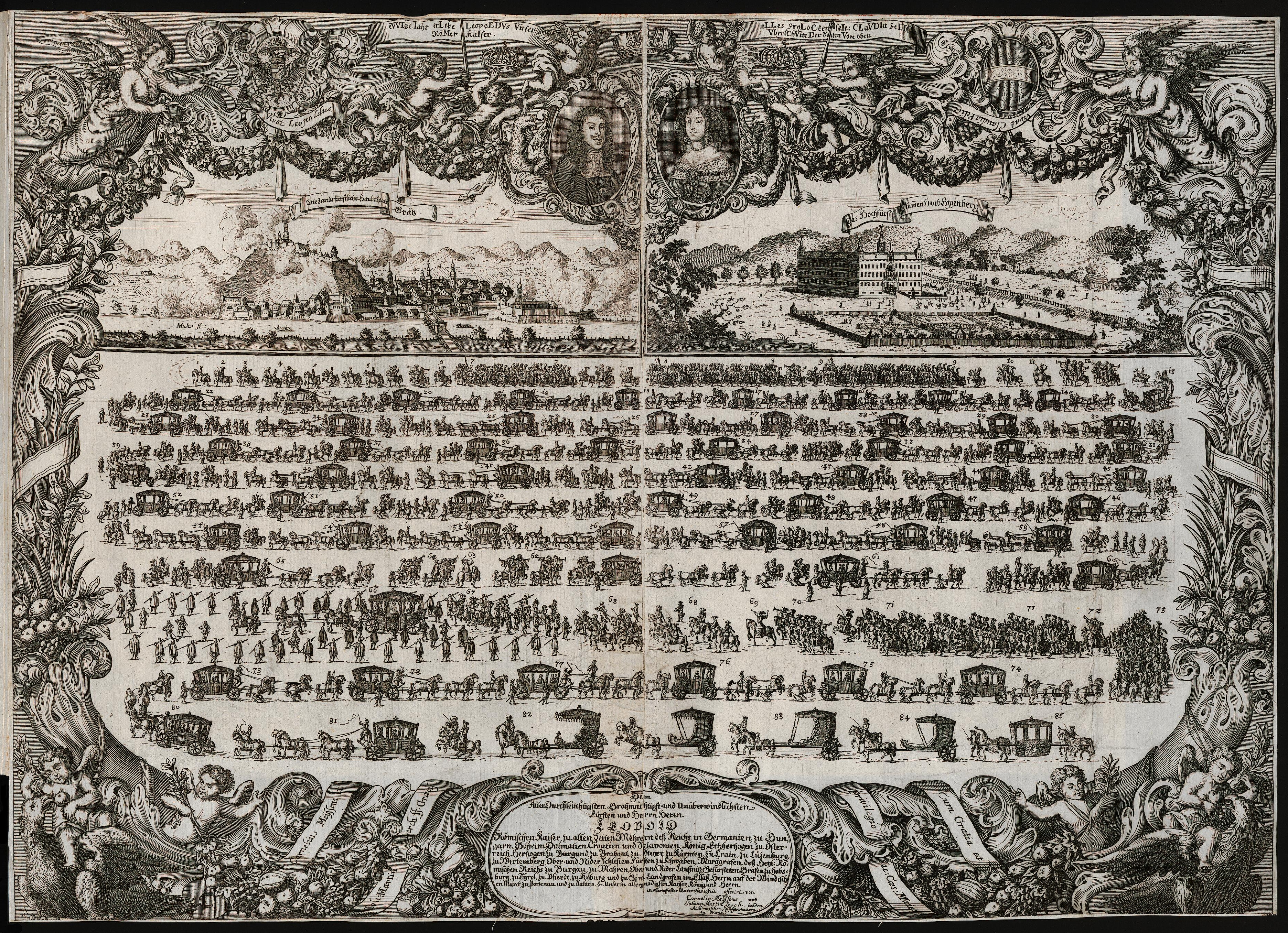
Гравюра Корнелиса Мейссенса. Императорский свадебный кортеж в Граце 15 октября 1673 года (вверху портреты императорской четы)

После смерти отца и дяди Клавдии Фелициты, не оставивших наследников мужского пола, графство Тирольское перешло под прямое управление императорского двора в Вене. Овдовевшая мать пыталась защитить права дочерей. Её спор с императорским двором завершился только после свадьбы старшей дочери (младшая умерла в отроческом возрасте) с Леопольдом I, императором Священной Римской империи, королём Германии, Венгрии и Чехии, эрцгерцогом Австрийским. В браке с ним Клавдия Фелицита сохранила титул графини Тирольской.
Император был вдовцом. В первом браке с Маргаритой Терезой, инфантой Испанской, он имел четверых детей, из которых двое были мальчиками, но оба ребёнка скончались в младенчестве. Для того чтобы обеспечить продолжение династии, вскоре после смерти первой жены Леопольд I был вынужден начать поиски новой супруги и остановил свой выбор на троюродной сестре. Клавдия Фелицита ответила согласием родственнику и отказала другому претенденту на её руку, тоже вдовцу, Джеймсу, герцогу Йоркскому, будущему королю Англии и Шотландии.
Бракосочетание по доверенности состоялось в Инсбруке. За невестой было дано приданое в тридцать тысяч гульденов. Затем она вместе с матерью и свитой выехала в Грац, где должна была состояться официальная свадьба. По поручению императора организацией свадебных торжеств занимался князь Иоганн Зейфрид фон Эггенберг. Над главным порталом в своём недавно отстроенном великолепном замке, в котором за день до свадьбы остановилась будущая императрица со свитой, он приказал выбить надпись на латыни «Да здравствует императрица Клавдия!» (лат. Ave Claudia Imperatrix). Обряд венчания прошёл в дворцовой церкви Святого Эгидия в Граце 15 октября 1673 года. Свадебные торжества длились две недели. В начале ноября императорская чета выехала из Граца в Вену.
У супругов родились две дочери, которые скончались в детстве: Анна Мария София (11.9.1674 — 21.12.1674) и Мария Йозефа Клементина (11.10.1675 — 11.7.1676). Несмотря на это, их брак был счастливым, но длился около трёх лет. Клавдия Фелицита пользовалась влиянием на мужа. Она добилась отставки и изгнания первого министра Венцеля Эусебиуса фон Лобковица, который был против её брака с императором и предлагал ему остановить свой выбор на Элеоноре Магдалине, принцессе Пфальц-Нейбургской, родственнице его мачехи. Императрица обращала внимание супруга на злоупотребления при императорском дворе, особенно в правительственной и судебной системах. С этой целью в 1674 году она поставила оперу с соответствующим подтекстом.

### Преждевременная смерть
Клавдия Фелицита скоропостижно скончалась от туберкулёза в Вене 8 апреля 1676 года в возрасте двадцати двух лет. Случилось это вскоре после рождения второй дочери, которая не на много пережила свою мать. Она умерла в июле того же года, а в сентябре, вслед за дочерью и внучкой, скончалась мать императрицы, вдовствующая графиня Тирольская. Император тяжело переживал утрату второй жены. Он удалился в монастырь близ Вены, чтобы оплакать своё вдовство, но уже в декабре того же года, из-за отсутствия наследников мужского пола, вступил в третий брак с Элеонорой Магдалиной, принцессой Пфальц-Нейбургской из дома Вительсбахов. В этом браке родились десять детей, в числе которых и два будущих императора Иосиф I и Карл VI.
Клавдию Фелициту похоронили в Вене. Сердце покойной императрицы изъяли и в специальной урне положили в Императорском склепе при церкви капуцинов, а её тело погребли в церкви доминиканцев, где рядом с ней потом похоронили и мать.

## В культуре
Ещё при жизни императрица вдохновляла подданных на создание в её честь сочинений и даже головоломок. Так, в 1674 году, во время её первой беременности, появилось стихотворение, описывавшее интимные отношения императорской четы. Оно было зашифровано в форме креста по правилу «Ход конём». Император и императрица благосклонно отнеслись к произведению, автор которого получил от них по одному дукату за каждый слог. В 1867 году был издан исторический роман немецкой писательницы Луизы Мюльбах «Императрица Клавдия, принцесса Тирольская» (нем. Kaiserin Claudia, Prinzessin von Tirol).
Сохранилось несколько портретов Клавдии Фелициты, изображающих её в разном возрасте. Посмертный портрет императрицы кисти испанского художника Карреньо де Миранды в настоящее время хранится в собрании музея Орсе в Париже. На детском портрете 1663 года кисти итальянского живописца Дольчи она изображена в образе Иисуса Христа в детстве. Картина входит в собрание музея Тиссена-Борнемисы в Мадриде. На другом портрете около 1672—1675 годов кисти того же художника Клавдия Фелицита изображена в образе святой императрицы Галлы Плацидии; это полотно хранится во Флоренции в галерее палаццо Питти.